# سن باسانو
سن باسانو (به ایتالیایی: San Bassano) یک کومونه در ایتالیا است که در استان کریمونا واقع شده‌است.

## خصوصیات
سن باسانو ۱۳٫۹ کیلومترمربع مساحت و ۲٬۰۸۸ نفر جمعیت دارد.